# Asher Lane
Asher Lane é uma banda de rock alemã. A banda actuou na passagem de ano da série Morangos Com Açúcar, no qual cantaram o tema "New Days", que faz parte da banda sonora.

## Integrantes
- Finn Martin - vocal e guitarra
- Philipp Steinke - teclado e vocal
- Anthony Thet - guitarra
- Sonja Glass - baixo
- Marco Möller - bateria